# Judengasse (Worms)

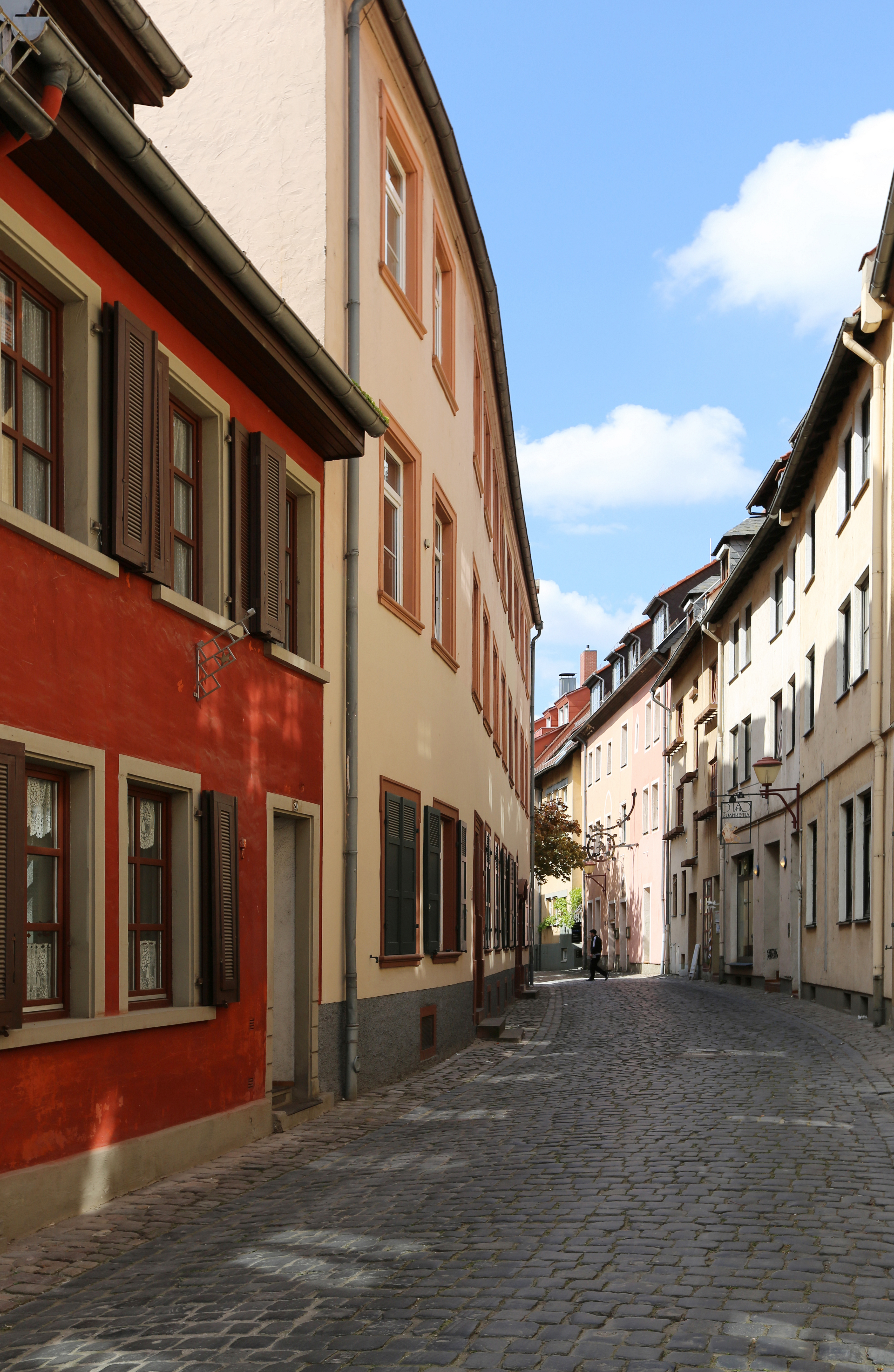
Die Wormser Judengasse auf Höhe des Hauses Judengasse 20, Blickrichtung West

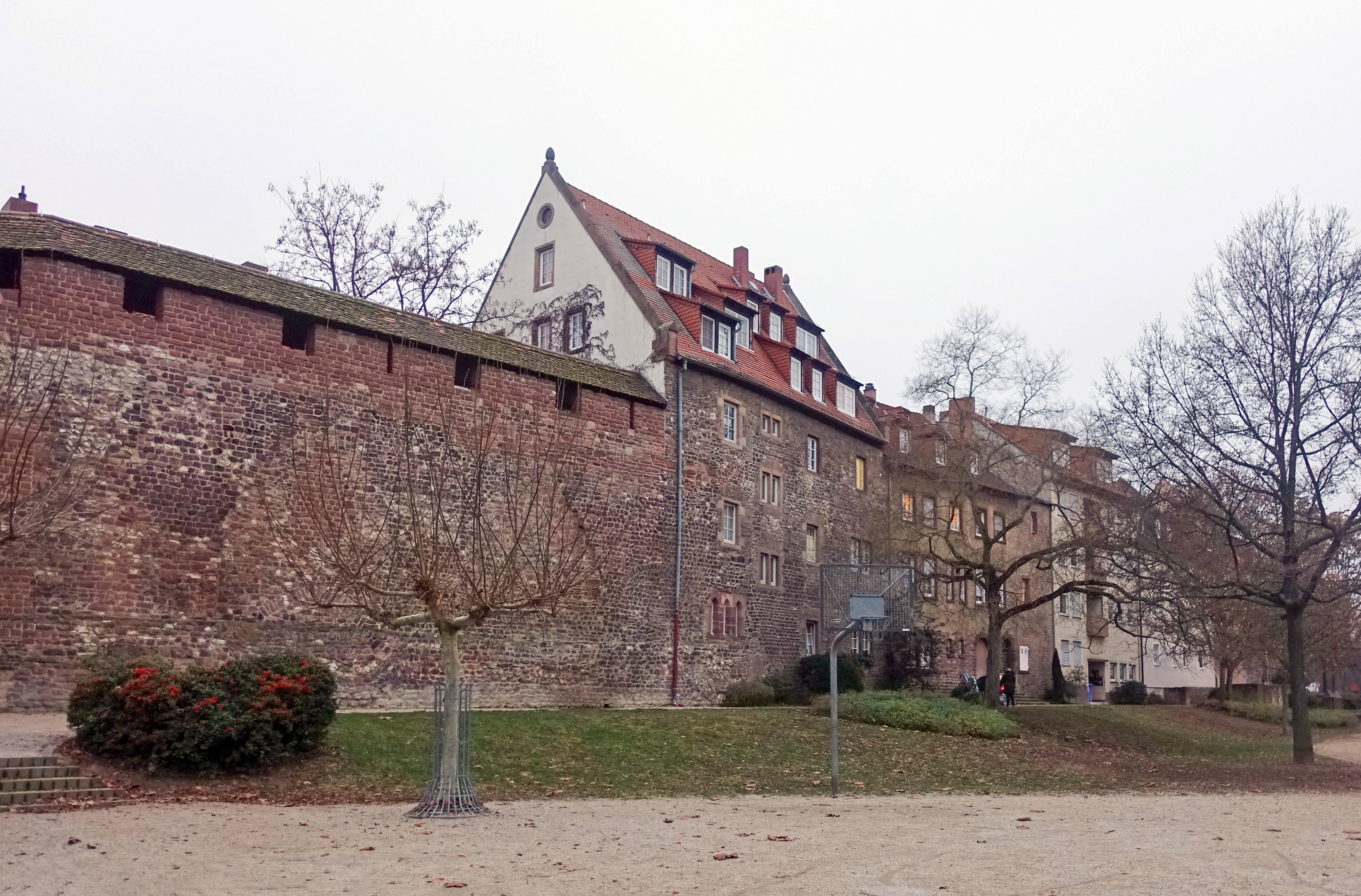
Rückfront der Nordzeile der Judengasse: Die Häuser nutzten die Stadtmauer als Rückwand.

Die Judengasse in Worms war vom Spätmittelalter bis zum Ende des 18. Jahrhunderts das jüdische Ghetto von Worms.

## Geografische Lage
Die Judengasse lag am nördlichen Rand der mittelalterlichen Kernstadt. Die Häuser der Nordseite nutzten die innere Stadtmauer als Rückwand. Die Judengasse bestand im weiteren Sinn aus zwei Straßen:
- Der Judengasse, die zwischen Martinspforte und Bärengasse parallel zum nordöstlichen Abschnitt der Stadtmauer verlief. Sie war an beiden Enden durch Tore von der übrigen Stadt getrennt. Das südöstliche war die Judenpforte. Sie führte durch die Mauer direkt zum Rhein und wurde beim Wiederaufbau nach der Stadtzerstörung 1689 vermauert. Nach der Öffnung des Ghettos wurde sie wieder geöffnet und führte im 19. Jahrhundert zeitweise die Bezeichnung Hamburger Tor. Auf der anderen Seite war die Judengasse im Westen mit einem Tor zur heutigen Friedrichstraße abgegrenzt. Das Raschitor, ein Durchbruch durch die Stadtmauer nach Norden, zum heutigen Berliner Ring, und die Karolingerstraße, die die Judengasse heute kreuzt, entstand erst 1907/08.[1]
- Der Hinteren Judengasse, die im rechten Winkel auf dem Platz vor der Synagoge auf die Judengasse stößt. Vor Anlage der Karolingerstraße mündete sie mit ihrem anderen Ende wieder in den östlichen Bereich der Judengasse.[2]

## Geschichte
Während im Hochmittelalter Juden im ganzen Stadtgebiet Grundstücke erwerben und dort wohnen konnten, setzte nach dem Pestpogrom von 1349 die Ghettoisierung ein: Juden wohnten von da an bis 1792 ausschließlich in der Judengasse und der Hinteren Judengasse. 1801 wurden die Ghettotore abgerissen. Nach den Zerstörungen im Zweiten Weltkrieg wurden einige Häuser nicht mehr aufgebaut, andere im Stil der 1950er Jahre. Erst ab den 1970er Jahren wurde verstärkt darauf geachtet, das Erscheinungsbild der Straße zu wahren.

## Gebäude

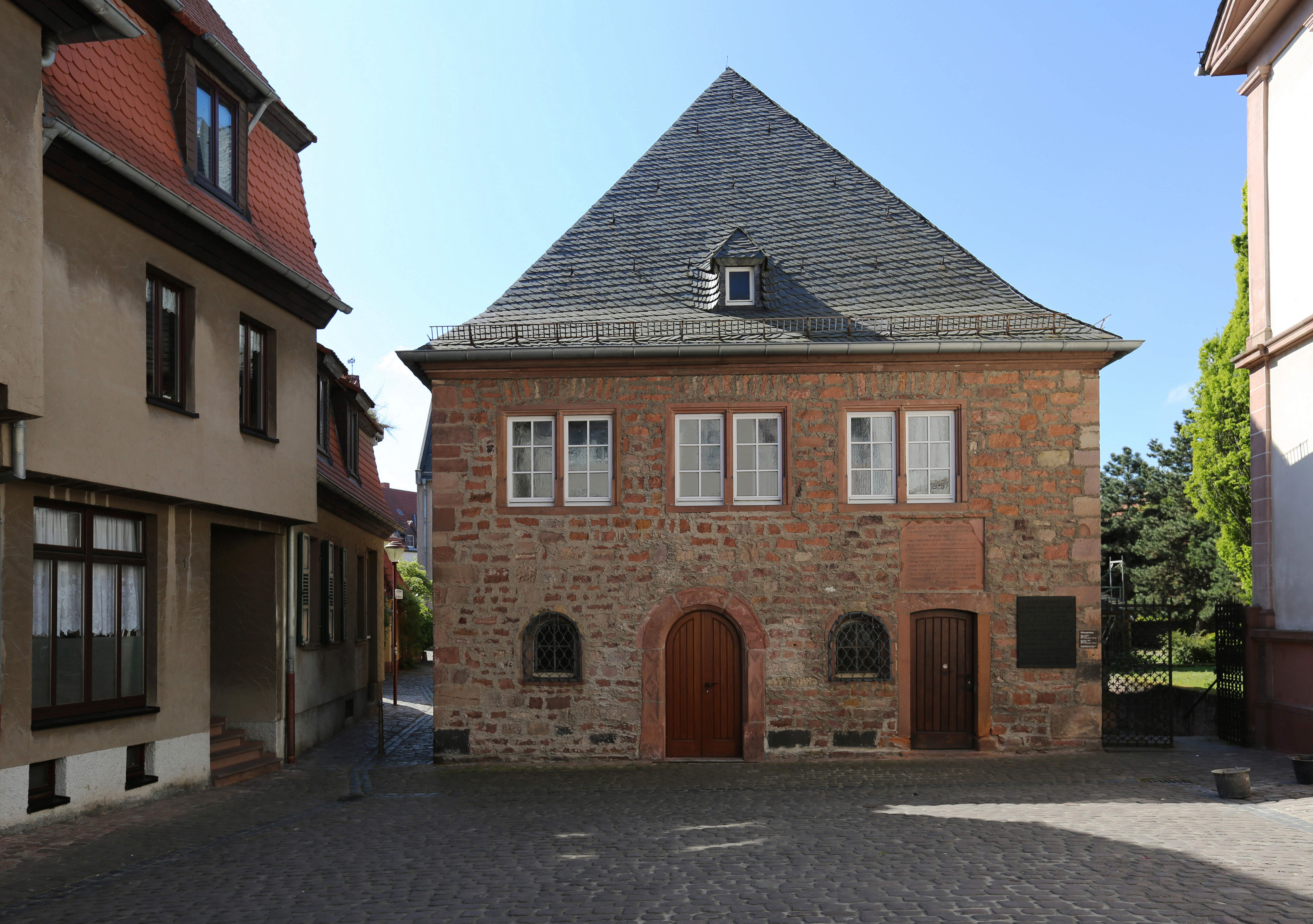
Die Wormser Synagoge im Zentrum der Judengasse

Die Häuser in der Judengasse waren meist giebelständig, die Obergeschosse oft aus Fachwerk und verputzt. Da der Platz sehr beengt war, wurden die Häuser schmal und hoch gebaut und hatten in der Regel drei Geschosse. Ursprünglich hielt die nördliche Häuserzeile einen schmalen Abstand zur Stadtmauer. Erst beim Wiederaufbau am Anfang des 18. Jahrhunderts wurde die Stadtmauer als Rückwand der Gebäude einbezogen und an manchen Stellen auch mit Fenstern durchbrochen.
Nach den massiven Zerstörungen im Zuge der Judenvertreibung 1615, der Zerstörung der gesamten Stadt und auch der Judengasse im Pfälzischen Erbfolgekrieg 1689 und nochmals im Zweiten Weltkrieg ist oberirdisch nur wenig historische Bausubstanz erhalten. Eine Anzahl historischer Keller, die ältesten aus dem 14. Jahrhundert, liegen aber noch unter den Gebäuden. Da die Neubebauung sich oft nach den überkommenen Grundstückgrenzen ausrichten musste, sind auch die historischen Baufluchten weitgehend erhalten.
Die Häuser trugen mindestens seit der Frühen Neuzeit Hauszeichen (Hausnummern waren noch nicht bekannt). Einige sind erhalten. Sie übertrugen sich als Familiennamen auch auf die Bewohner der Häuser und finden sich auf einigen Grabsteinen des jüdischen Friedhofs, Heiliger Sand, wieder.
Am zentralen Platz der Judengasse steht die mittelalterliche Synagoge. Weiter stand hier das Gemeindehaus („Haus zur Sonne“) und die zweite, orthodoxe, Levy’sche Synagoge, die 1875 geweiht wurde und das Novemberpogrom 1938, den Zweiten Weltkrieg und die anschließende Abrissbirne nicht überstand. Südlich der alten Synagoge lag der Synagogengarten. Hier befindet sich heute der Eingang zur Mikwe, hier wurde die Laubhütte der Gemeinde zum Laubhüttenfest aufgestellt und hier fanden auch Hochzeiten nach dem jüdischen Ritual unter einem Baldachin statt. Südlich des Gartens steht das Raschi-Haus. Es steht an der Stelle eines Gebäudes, das in seiner etwa 800-jährigen Geschichte auf verschiedene Weise genutzt wurde: als Talmudschule, Spital, Tanz- und Hochzeitshaus, Rabbinerwohnung und Altersheim. Heute beherbergt der Neubau aus den 1980er Jahren das Stadtarchiv Worms und ein jüdisches Museum.